# Hannes Forster (Künstler)

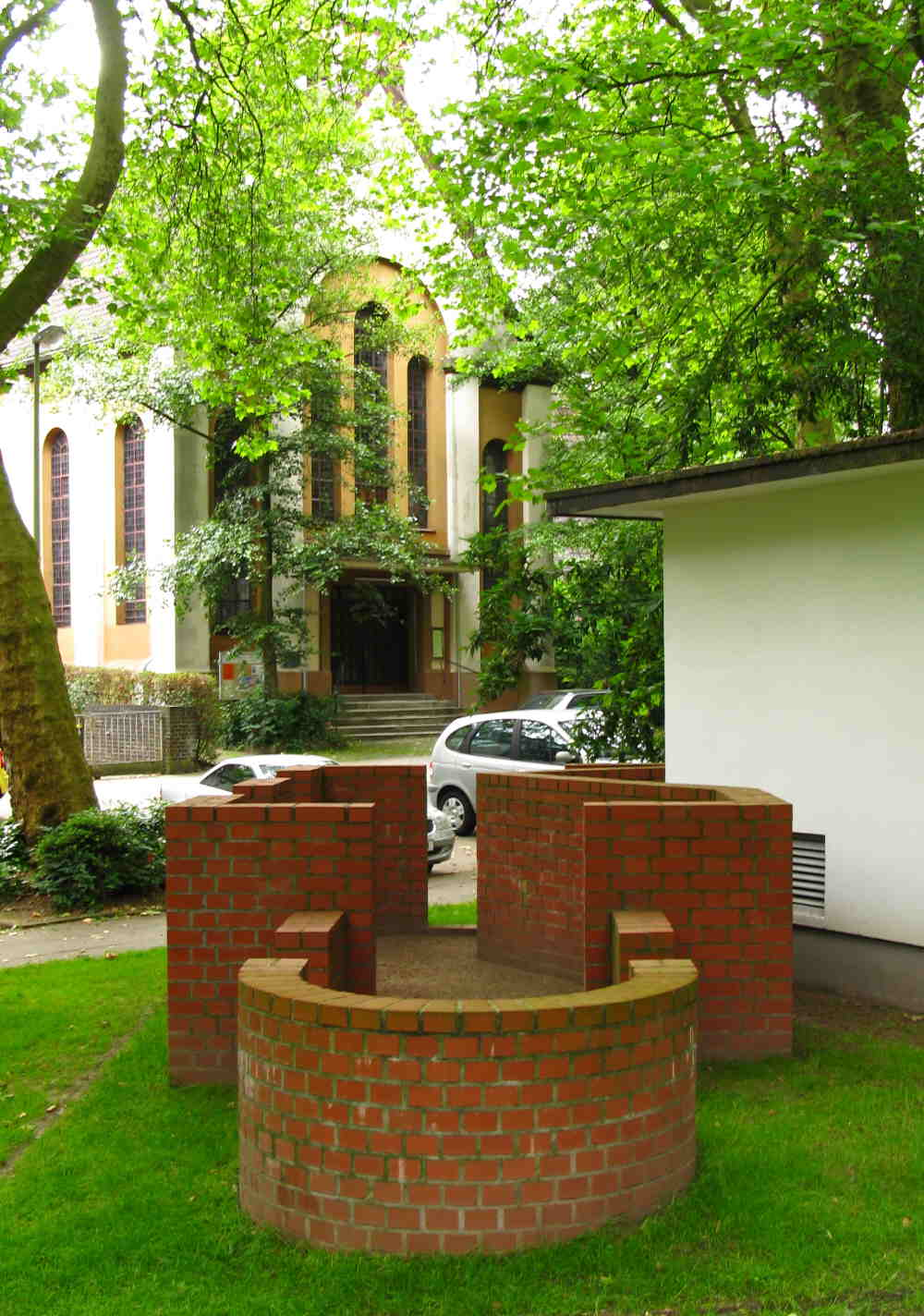
„Eine echte falsche Geschichte“, 1990, Ziegelstein, Mörtel. Standort: Moltkeplatz, Essen

Hannes Forster (* 1955 in Tuttlingen) ist ein deutscher Künstler.
Forster absolvierte ab 1979 ein Studium der Kunstpädagogik und Kunstwissenschaft an der Hochschule der Künste Berlin, wo er Meisterschüler bei Professor Herbert Kaufmann war. Bereits während des Studiums beschäftigte er sich eingehend mit der Verbindung von Kunst und Architektur und gewann 1982 den zweiten Preis eines Gestaltungswettbewerbs für eine Freifläche in Berlin-Kreuzberg. In jenen Jahren zählte Bauschutt zu seinen bevorzugten Arbeitsmaterialien. Später erhielt er weitere Aufträge und Stipendien für baugebundene Kunst, wobei er Architekturmodelle nach eigenen Plänen errichtete. Seine Arbeiten waren seit 1982 bei zahlreichen Symposien und Ausstellungen zu sehen. 1983 zählte er zu den Mitbegründern der Halle Trapez in Berlin.

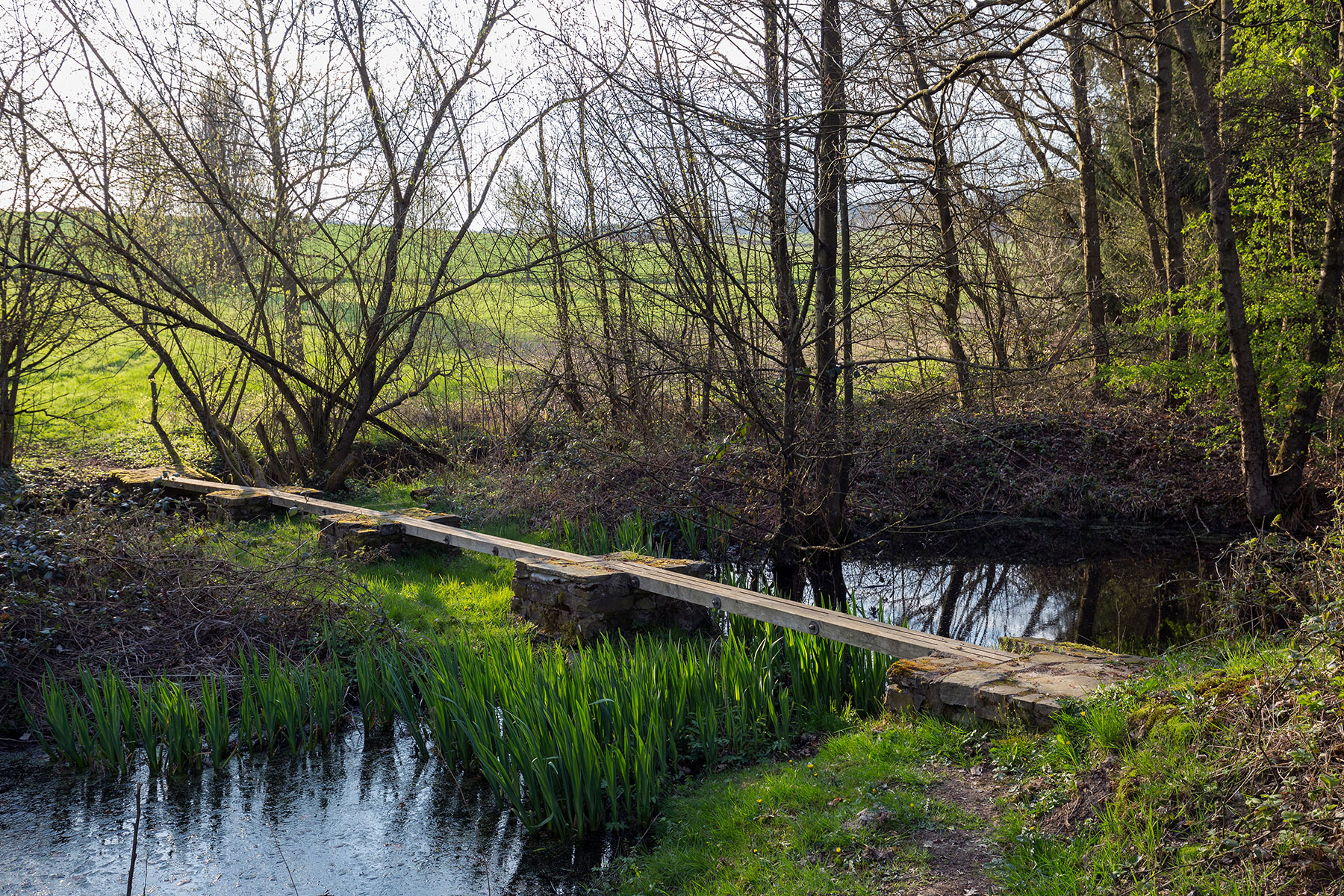
Hannes Forster, Überbrückung, 1988, 0–30 × 110 × 110 × 1700 cm Bruchsteine, Vierkanthölzer, Teiche, Bach. Standort: im Tal (Skulpturenpark) zwischen Hasselbach und Werkhausen

An zahlreichen Orten errichtete er architektonische Installationen, u. a. 1984 die Rettungsbake im Kunstverein Bremerhaven, 1988 die Arbeit Überbrückung im Tal zwischen Hasselbach und Werkhausen, Das Quadrat für die Landesgartenschau in Rheda-Wiedenbrück und Archäologie der Neuzeit im Haus der Kunststiftung Baden-Württemberg, 1989 den Bergschaden in der Kunsthalle Recklinghausen sowie mehrere Ziegelstein-Installationen für eine Einzelausstellung im Museum Abteiberg, 1990 La Legge della Laguna auf der Biennale in Venedig, 1990 Eine echte falsche Geschichte im Rahmen des Projektes Material und Raum auf dem Moltkeplatz im Essener Moltkeviertel, 1992 Müde Mauern im Hagenbucher in Heilbronn und 1993 die kontrovers aufgenommene Installation Der Berg ruft (Bergschaden) (ein halb im Boden versinkendes Gebäude) im Bergmannsmuseum in Lünen-Süd. In jenem Jahr erhielt er ein Arbeitsstipendium des Berliner Senats. In den Folgejahren entstanden zahlreiche weitere Installationen u. a. im Kloster Obermarchtal, im Westfälischen Freilichtmuseum in Hagen-Selbecke, auf dem Kunstwanderweg Hoher Fläming sowie in Białystok und São Paulo. Er wurde mit dem Kunstpreis junger westen in Recklinghausen, einer Förderkoje auf der Art Cologne und dem Kunstpreis der Grundkreditbank Berlin ausgezeichnet.
Im Laufe seines Werks entwickelte er das Konzept, die Grundrisse seiner dreidimensionalen Ziegelstein-Installationen als Negativformen in graphitbemalte Holzkörper umzusetzen. Dieses Konzept stellte er u. a. im Jahr 2001 bei seiner Ausstellung Schiefe Geometrien – dem Quadrat von Kasimir Malewitsch gewidmet im kunstraumno. 10 in Mönchengladbach vor. Inzwischen bildet die Umsetzung beliebiger Grundrisse in solche Holzkörper das Zentrum seines Schaffens.
Forster lebt in Jamlitz.